# Asthena argyrorrhytes
Asthena argyrorrhytes là một loài bướm đêm trong họ Geometridae.